# We The People (banda)
We the People fue una banda estadounidense de garage rock de Orlando, Florida , que se formó a fines de 1965 y estuvo activa profesionalmente entre 1966 y 1970.
Aunque ninguno de sus sencillos llegó a las listas nacionales de Estados Unidos, llegó al Top 10 de las listas locales de Orlando. La banda es quizás mejor recordada por su canción "Mirror of Your Mind", que alcanzó el Top 10 en varias listas de sencillos regionales en los EE. UU. durante 1966. La canción se ha incluido posteriormente en varios álbumes recopilatorios a través de los años. Otro éxito es también "In the past", canción que valió un cover en versión francesa.

## Historia
We the People estaba formado por músicos extraídos de varias bandas de garaje diferentes con sede en Orlando. [1] A principios de la década de 1960, The Coachmen, una banda de rock de fraternidad que era un elemento popular en las fiestas universitarias locales, se fusionó con miembros de otro grupo local, Nation Rocking Shadows, para formar The Trademarks. Luego, a fines de 1965, Ron Dillman, un escritor del Orlando Sentinel , reunió a miembros de The Trademarks y miembros de otro grupo local, The Offbeets (anteriormente conocido como The Nonchalants), para formar una especie de supergrupo de garage rock. llamado Nosotros, el Pueblo. La banda se destacó por tener dos compositores talentosos y prolíficos., Tommy Talton y Wayne Proctor, este último escribiendo la mayoría de las canciones más populares de la banda.

## Miembros
- Randy Boyte - Órgano (1966-1970)
- David Duff - Bajo (1966-1970)
- Tommy Talton - Guitarra (1966-1968)
- Wayne Proctor - Guitarra principal (1966-1967)
- Tom Wynn - Batería (1966)
- Lee Ferguson - Batería (1966-1967)
- Terry Cox - Batería (1967-1970)
- Carl Chambers - Guitarra (1968-1969)
- Skip Skinner - Guitarra (1969-1970)

## Discografía

### Sencillos
- "My Brother, the Man"/"Proceed with Caution" (Hotline 3680) 1966
- "Mirror of Your Mind"/"The Color of Love" (Challenge 59333) 1966
- "He Doesn't Go About It Right"/"You Burn Me Up and Down" (Challenge 59340) 1966
- "In the Past"/"St. John's Shop" (Challenge 59351) 1966
- "Follow Me Back to Louisville"/"Fluorescent Hearts" (RCA Victor 47-9292) 1967
- "Love Is a Beautiful Thing"/"The Day She Dies" (RCA Victor 47-9393) 1967
- "Ain't Gonna Find Nobody (Better Than You)"/"When I Arrive" (RCA Victor 47-9498) 1968

### Álbumes de recopilación
- Declaration of Independence (Eva 12009) 1983
- Declaration of Independence [reissue] (Collectibles COL-CD-0532) 1993
- Mirror of Our Minds (Sundazed SC 11056) 1998
- In the Past (Wohn WHNLP009) 2007
- Too Much Noise (Sundazed SC 6258) 2008